# Fossò
Fossò és un municipi italià, dins de la ciutat metropolitana de Venècia. L'any 2007 tenia 6.582 habitants. Limita amb els municipis de Campolongo Maggiore, Camponogara, Dolo, Sant'Angelo di Piove di Sacco (PD), Stra i Vigonovo.

## Administració
| Període | Identitat     | Partit |
| ------- | ------------- | ------ |
| 2007-   | Guido Carraro | PD     |